# Umtjärnen
Umtjärnen är en sjö i Bodens kommun i Norrbotten och ingår i Luleälvens huvudavrinningsområde. Sjön har en area på 0,0872 kvadratkilometer och ligger 272,1 meter över havet. Sjön avvattnas av vattendraget Umtjärnbäcken.

## Delavrinningsområde
Umtjärnen ingår i det delavrinningsområde (734357-173802) som SMHI kallar för Mynnar i Flarkån. Medelhöjden är 290 meter över havet och ytan är 8,57 kvadratkilometer. Det finns inga avrinningsområden uppströms utan avrinningsområdet är högsta punkten. Umtjärnbäcken som avvattnar avrinningsområdet har biflödesordning 3, vilket innebär att vattnet flödar genom totalt 3 vattendrag innan det når havet efter 85 kilometer. Avrinningsområdet består mestadels av skog (80 procent) och sankmarker (13 procent). Avrinningsområdet har 0,09 kvadratkilometer vattenytor vilket ger det en sjöprocent på 1 procent.